# Anopheles galvaoi
Anopheles galvaoi är en tvåvingeart som beskrevs av Causey, Deane och Deane 1943. Anopheles galvaoi ingår i släktet Anopheles och familjen stickmyggor. Inga underarter finns listade i Catalogue of Life.